# Rodau (Main)
Die Rodau ist ein etwa 28 km langer Bach im südhessischen Kreis Offenbach. Sie ist ein  linker und südlicher Zufluss des Mains und ein Gewässer vom Typ Fließgewässer der Niederungen.

## Geographie

### Verlauf
Die Rodau entsteht in einem waldreichen Quellgebiet südwestlich von Rödermark-Urberach. Am Ortsrand wird sie von einer als Rodauquelle (Lage) bezeichneten Quelle verstärkt. Da das Quellgebiet in heißen Sommern nur wenig Wasser abgibt, hat man an seinem jungen Lauf am Ortsrand von Urberach eine ständig wasserführende Stelle eingefasst und als Rodauquelle bezeichnet. Die Rodau durchfließt Urberach und Ober-Roden, alle fünf Stadtteile der Stadt Rodgau, das Gemarkungsgebiet von Obertshausen und den Ort Lämmerspiel.
Bei Mühlheim fließt die Bieber (auch Bieberbach genannt) in die Rodau, die ihrerseits wenige hundert Meter weiter in den Main mündet.

### Zuflüsse
- Bach von der Langenwiese (rechts)
- Hörnersgraben (links)
- Schwarzbach (Bach von der Fasanerie) (rechts)
- Bauerbach (links)
- Birnbaumsgraben (rechts)
- Bieber (links)

## Bachkorrekturen

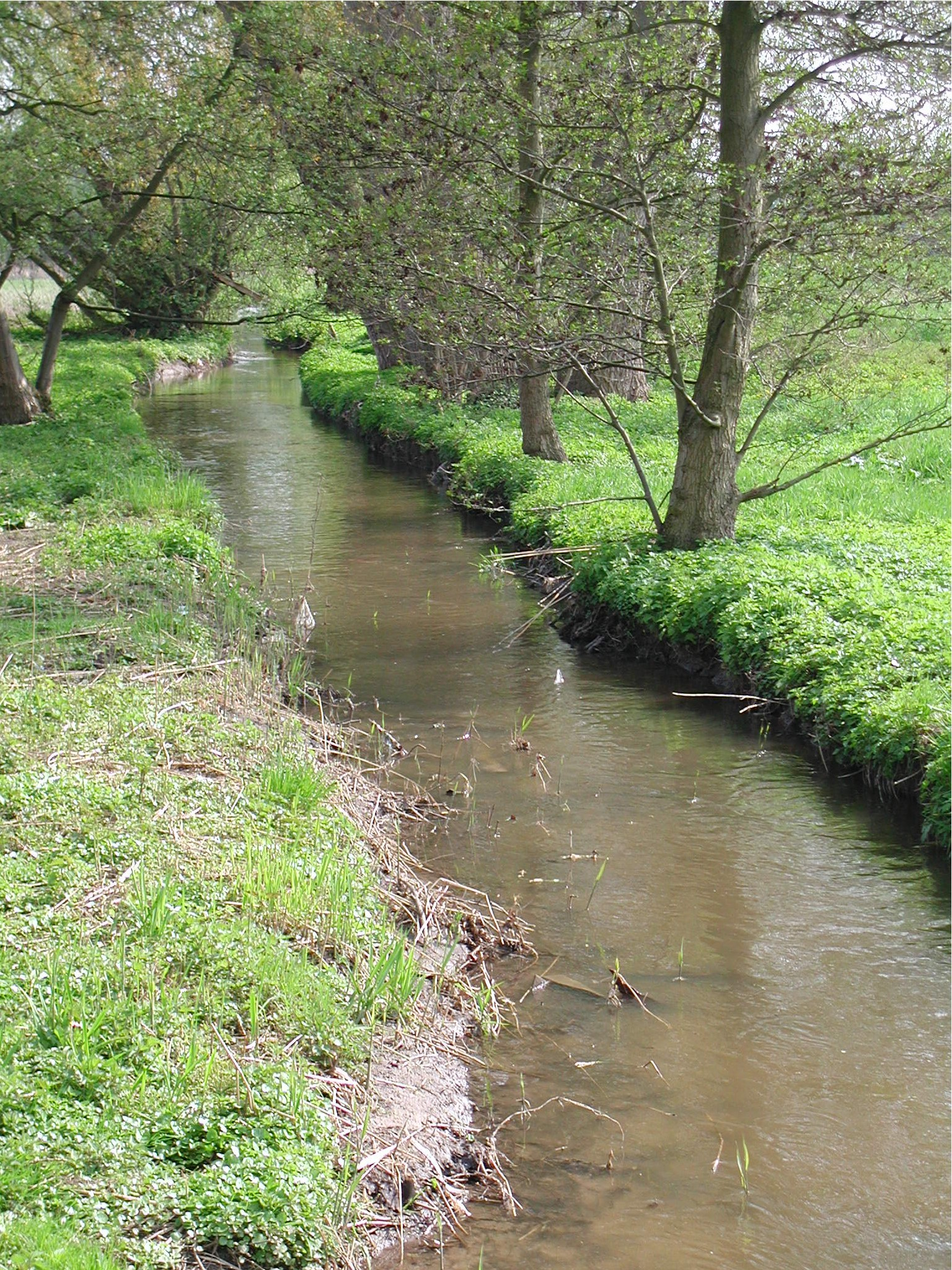
Die begradigte Rodau bei Nieder-Roden

In den Jahren 1938 und 1939 wurde die Rodau durch Strafgefangene des Lagers Rollwald auf weiten Strecken begradigt und tiefer gelegt. In den 60er Jahren wurde sie an einzelnen Stellen verrohrt und, im Fall des in Nieder-Roden errichteten Bürgerhauses, sogar überbaut. Zudem setzte man mehrere Sperrwehre außer Funktion. Dadurch verursachte am 19. August 1981 ein 24-stündiger Dauerregen weitläufige Überschwemmungen im Stadtgebiet Rodgaus, besonders in Nieder-Roden, mit hohen Sachschäden.
In den 1990er Jahren wurden die abgebauten Sperrwehre als Hochwasserschutz erneuert und 2003 mit der Renaturierung des Rodau-Unterlaufs begonnen. Heute windet sich die Rodau zwischen Rodgau-Weiskirchen und Mühlheim am Main wieder in ihrem „alten“ Bachbett. Seit der Renaturierung hat die Artenvielfalt zugenommen. Anstatt nur fünf sind nun zehn Fischarten beobachtet worden: unter anderen Gründling, Dreistachliger Stichling, Schmerle, Döbel, Hasel und Giebel. Vor allem die „Wasser-Land-Verzahnung“ und die „Unterwasserlandschaft“ wurden verbessert. An den Ufern beginnt sich eine naturnahe Ufervegetation zu entwickeln.
Trotzdem stufte das Hessische Landesamt für Naturschutz, Umwelt und Geologie in Wiesbaden die Rodau 2009 gemeinsam mit der Bieber zu den „am stärksten verschmutzten Gewässern in Hessen“ ein. So führe der Bach einen extrem hohen Anteil von geklärtem Wasser. Die Gewässergüteklasse entspräche der Stufe III bis IV (sehr stark verschmutzt). Dabei gehe es weniger um die tatsächliche Qualität des Wassers, sondern um das Verhältnis von natürlichem Bachwasser zu geklärtem Wasser. Das Landesamt empfiehlt daher, nicht im Bach zu baden. Kleinkrebse oder kleine Schnecken fänden sich, so das Landesamt, nur in eingeschränkter Zahl in der Rodau. Für Kieselalgen seien die Lebensbedingungen ebenfalls eher ungünstig.

## Bauwerke

### Mühlen
Am Lauf der Rodau befanden sich ursprünglich 21 Wassermühlen, von denen sechs noch als Gebäude existent sind und eine davon in Mühlheim als Museumsmühle geführt wird.
Folgende Mühlen wurden an der Rodau betrieben:
Rödermark
- Obermühle (Urberach) (~1475–1966)
- Untermühle (Urberach) (~1475–1951)
- Hanauer Mühle (Ober-Roden) (~1445-~1632)
- Mainzer Mühle (auch Maneval'sche Mühle) (Ober-Roden) (1569–~1935)

Rodgau
- Wintermühle (auch Heidmühle) (Jügesheim) (1742–1909?)
- Dorfmühle (Hainhausen) (<1551–1868)
- Obermühle (Weiskirchen) (<1397–1933)
- Brückenmühle (Weiskirchen) (<1473–~1846)
- Meckelsmühle (Weiskirchen) (<1576–1968), Gebäude existent als Wohnhaus
- Grabenmühle  (Weiskirchen) (<1576–~1873)
- Tannenmühle (Weiskirchen) (<1495–1928), Gebäude existent als Gaststätte

Obertshausen
- Obermühle (heute Fa. YMOS) (?)
- Untermühle (?–1956?), Gebäude existent, Einrichtung erhalten

Mühlheim

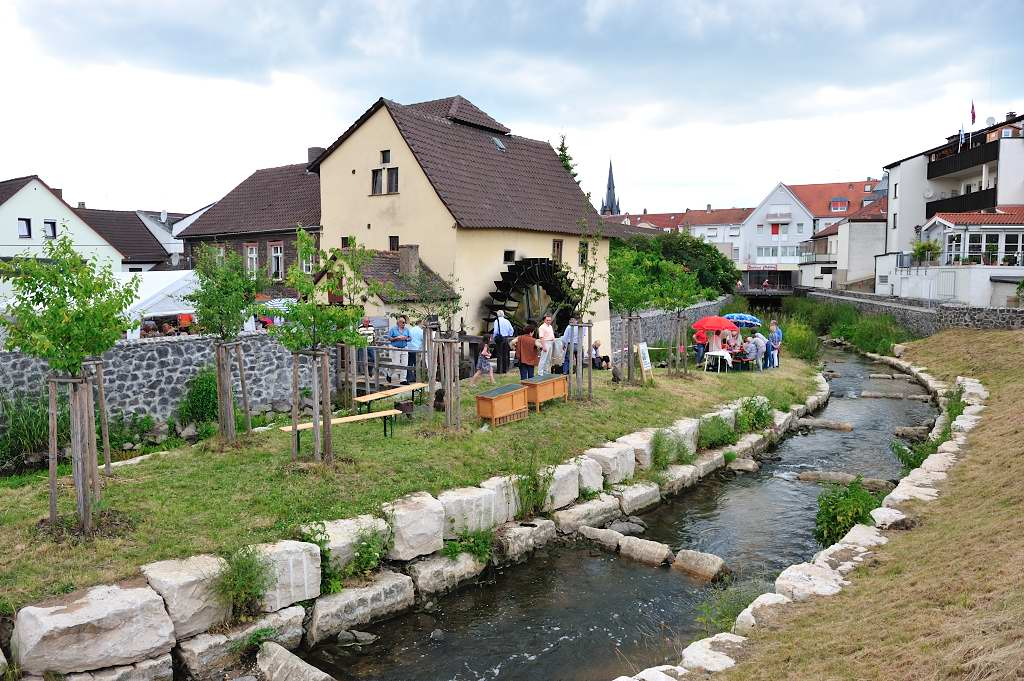
Brückenmühle (Museum) an der Rodau in Mühlheim

- Dorfmühle (Lämmerspiel) (<1490–1914)
- Hildebrandsmühle (auch Weißkopfsmühle) (Mühlheim) (1576–1896)
- Straßenmühle (auch Reutermühle) (Mühlheim) (<1550–~1907)
- Brückenmühle (Mühlheim) (1576–1896), Gebäude existent als betriebsfähige Museumsmühle
- Dorfmühle (Mühlheim) (<1490–1894), Gebäude existent als Wohnhaus
- Lindenmühle (Mühlheim) (1352–1924), Gebäude existent als Wohnhaus
- Kretzermühle (Mühlheim) (1497–~1896)
- Mainmühle (Mühlheim) (1717–~1780)

### Brücken
- Napoleonbrücke (nahe Tannenmühle, Weiskirchen) (1810)
- Rodaubrücke (Weiskirchen Bahnhofstraße) (1853)
- Burgbrücke (Hainhausen Burgstraße) (1872)
- Brücke Rödermarkring (ca. 1970)

### Klärwerke
An der Rodau liegen zwischen Ober-Roden und Nieder-Roden das Gruppenklärwerk der Stadt Rödermark und zwischen Weiskirchen und Obertshausen das Klärwerk der Stadt Rodgau.

## Historische Bedeutung

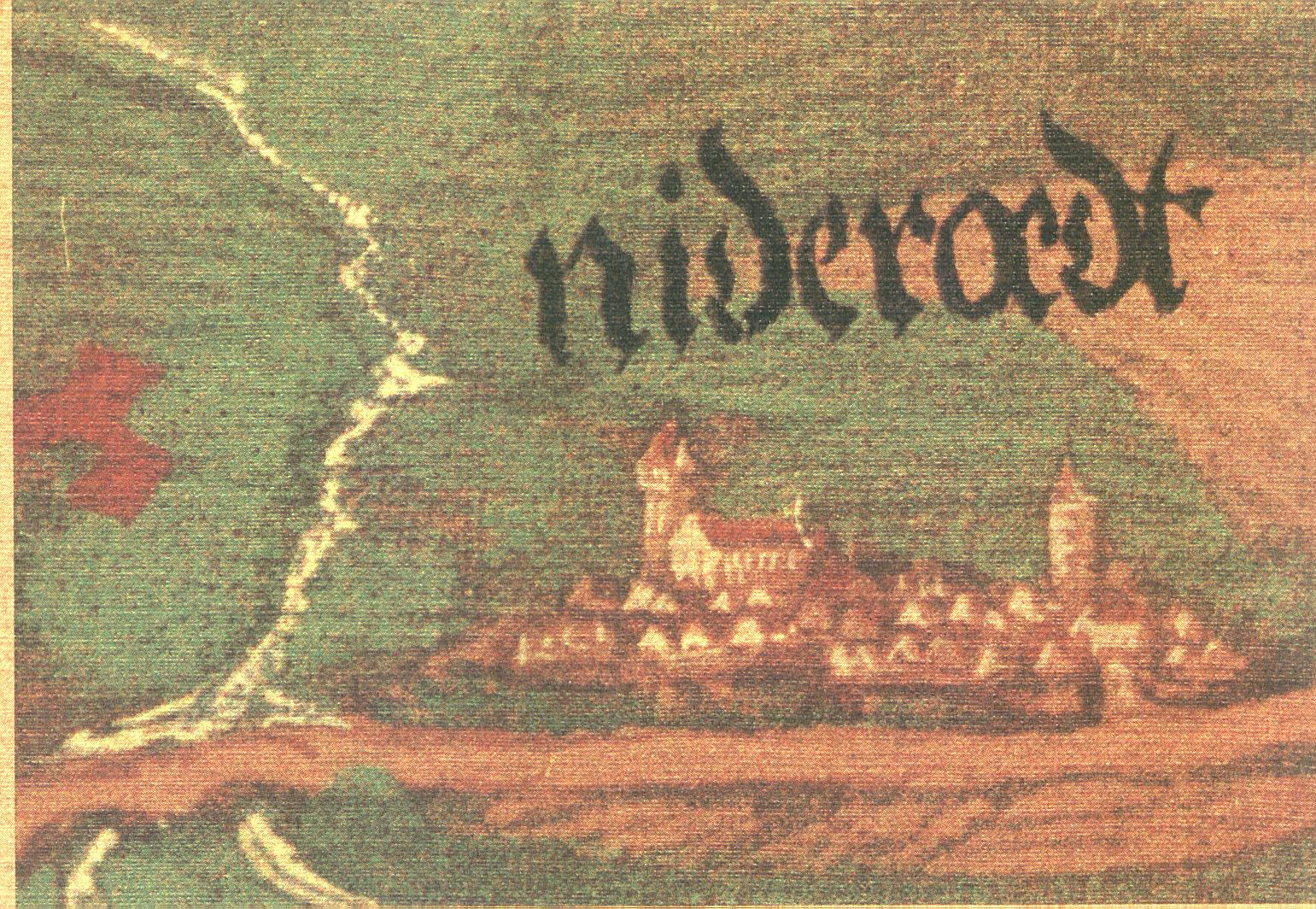
Älteste Darstellung der Rodau auf einer Karte von 1581

Durch Funde aus der Jungsteinzeit in Nieder-Roden ist eine frühe Besiedlung des Gebietes an der Rodau nachgewiesen. Grabfunde aus der Bronzezeit nahe der Rodau vervollständigen das spärliche Siedlungsbild. Im weiteren Verlauf der Geschichte wurden die dichten Wälder des Rodgaus mehr und mehr gerodet, was der Gegend den Namen gegeben haben könnte. Der Historiker Johann Wilhelm Christian Steiner aus dem 19. Jahrhundert hingegen war der Ansicht, dass der Name der Rodau (in mittelalterlichen Quellen Rotaha) von der Farbe Rot seinen Ursprung hat. In Quellnähe würde der Bach bei Regenwetter eine rote Farbe annehmen. Tatsächlich befinden sich in der Urberacher Rodauquelle Raseneisenerzablagerungen, die bei Starkregen rot auswaschen. In allen alten Karten erscheint die Rodau zunächst unter den Bezeichnungen Roda, Rodabach oder Roda-Fluss, später auch Rothenbach (1730),  Roth (1755) oder Rodt, was Steiners Ursprungstheorie untermauert. Die Bezeichnung Rodau erscheint in Urkunden und auf Karten erst zum Ende des 18. Jahrhunderts.
Die erste urkundlich erwähnte Besiedlung an der Rodau datiert nach Aufzeichnung des Lorscher Codex vom 25. Februar 786. In der dort zitierten Urkunde wird das Kloster Rotaha (Kloster am roten Wasser) im Zusammenhang einer Schenkung an das Kloster Lorsch genannt. Die genaue Lage Rotahas ist nicht näher bezeichnet, wird aber aufgrund alter Flurbezeichnungen in Nieder-Roden oder Ober-Roden vermutet.

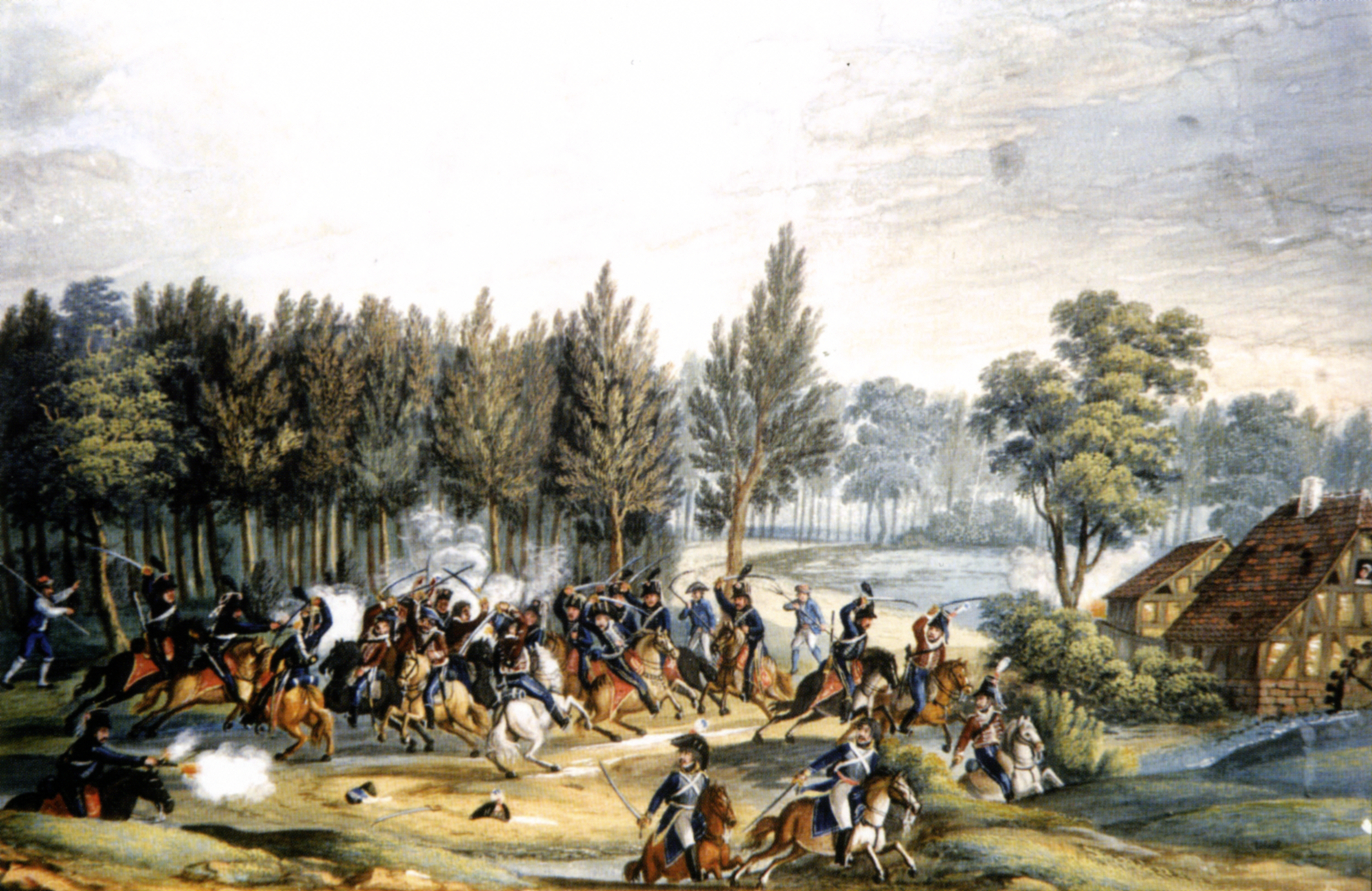
Zeitgenössische Darstellung der „Afaire an der Dannenmühl“ 1799

Unmittelbar an der Rodau gelegen wurde 1108 eine Wasserburg der Herren von Hagenhausen als Haginhusen urkundlich erwähnt. Reste dieser Burg schlummern noch unter einer Wiese nahe der Rodau an der heutigen Burgstraße von Hainhausen. Das Geschlecht der Hagenhausener, die nach ihrer Übersiedlung in den Taunus als „Eppsteiner“ ein Stück deutsche Geschichte des Mittelalters mitschrieben, erlangte vom 13. Jahrhundert an große Bedeutung und Macht.
Am 25. August 1799 kam es in der Rodauniederung nahe der Tannenmühle (Gemarkung Weiskirchen) im Verlauf des Zweiten Koalitionskrieges gegen das napoleonische Frankreich zu einem Scharmützel zwischen französischen Soldaten und Rodgauer Bauern, die dem Kurmainzer Landsturm angehörten. Die als Afaire an der Dannenmühl bezeichnete Kampfhandlung ging zugunsten der Franzosen aus. Am 9. und 10. Juli 1800 lieferten sich Mainzer Husaren an der Tannenmühle erneut Gefechte mit der französischen Kavallerie.

## Rad- und Wanderwege
Von Weiskirchen bis zur Mündung in den Main führt der Rodauweg, Teil des Projektes Regionalpark Rhein-Main an der Rodau entlang, ebenso der Mühlenwanderweg von Obertshausen über Lämmerspiel nach Mühlheim.

## Bildergalerie

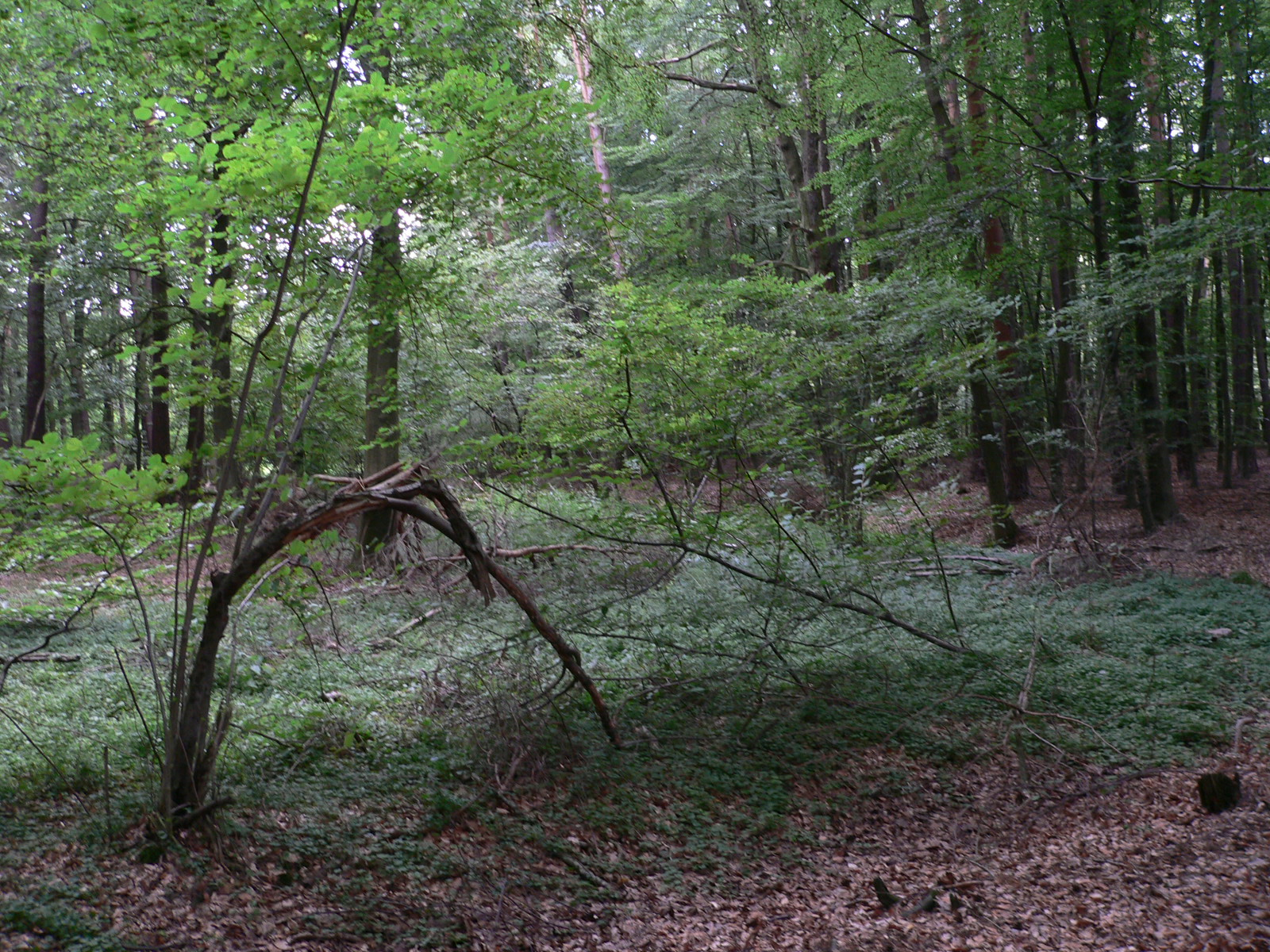
Das Quellgebiet bei Rödermark-Urberach
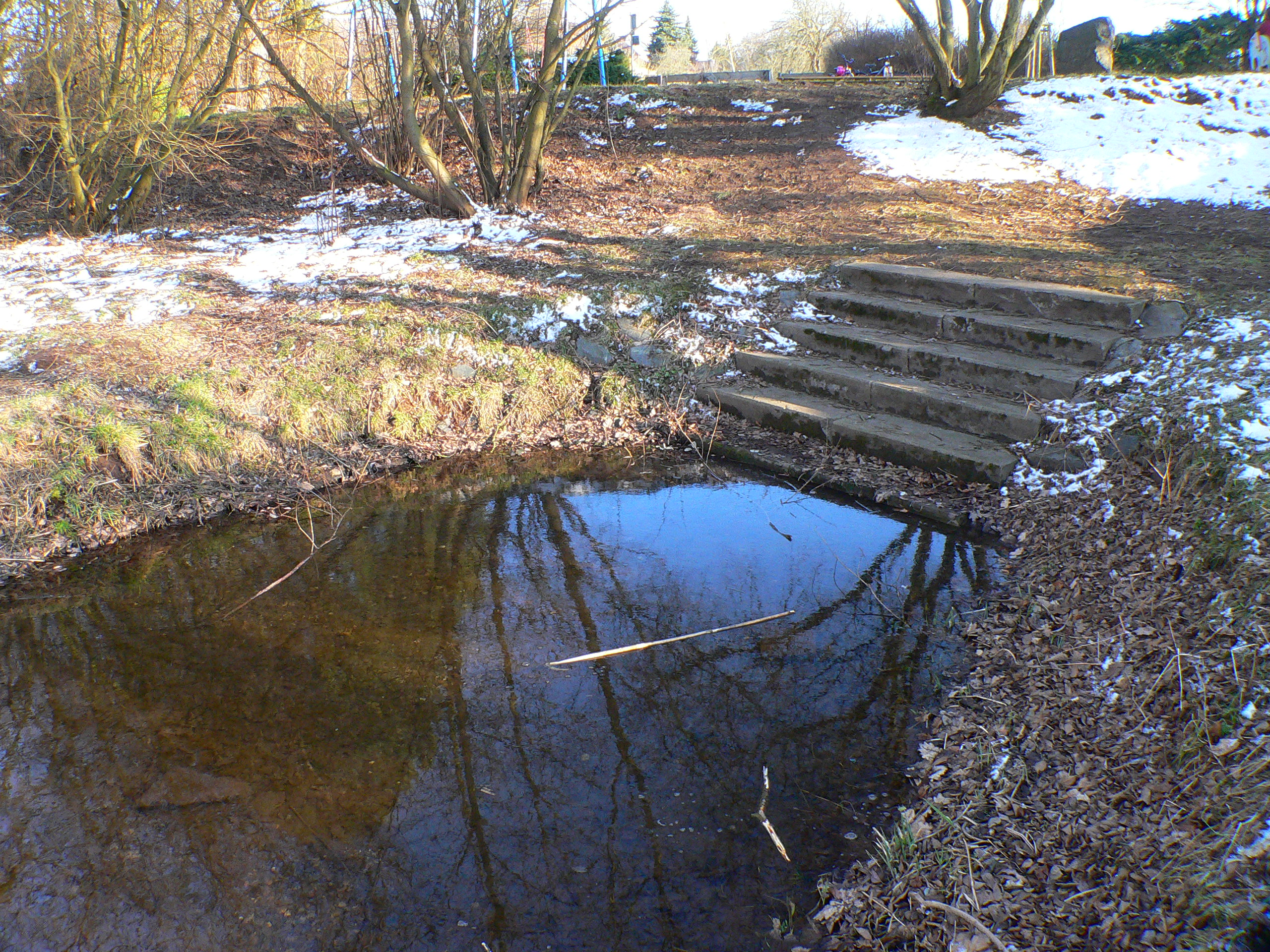
sog. Rodauquelle in Rödermark–Urberach
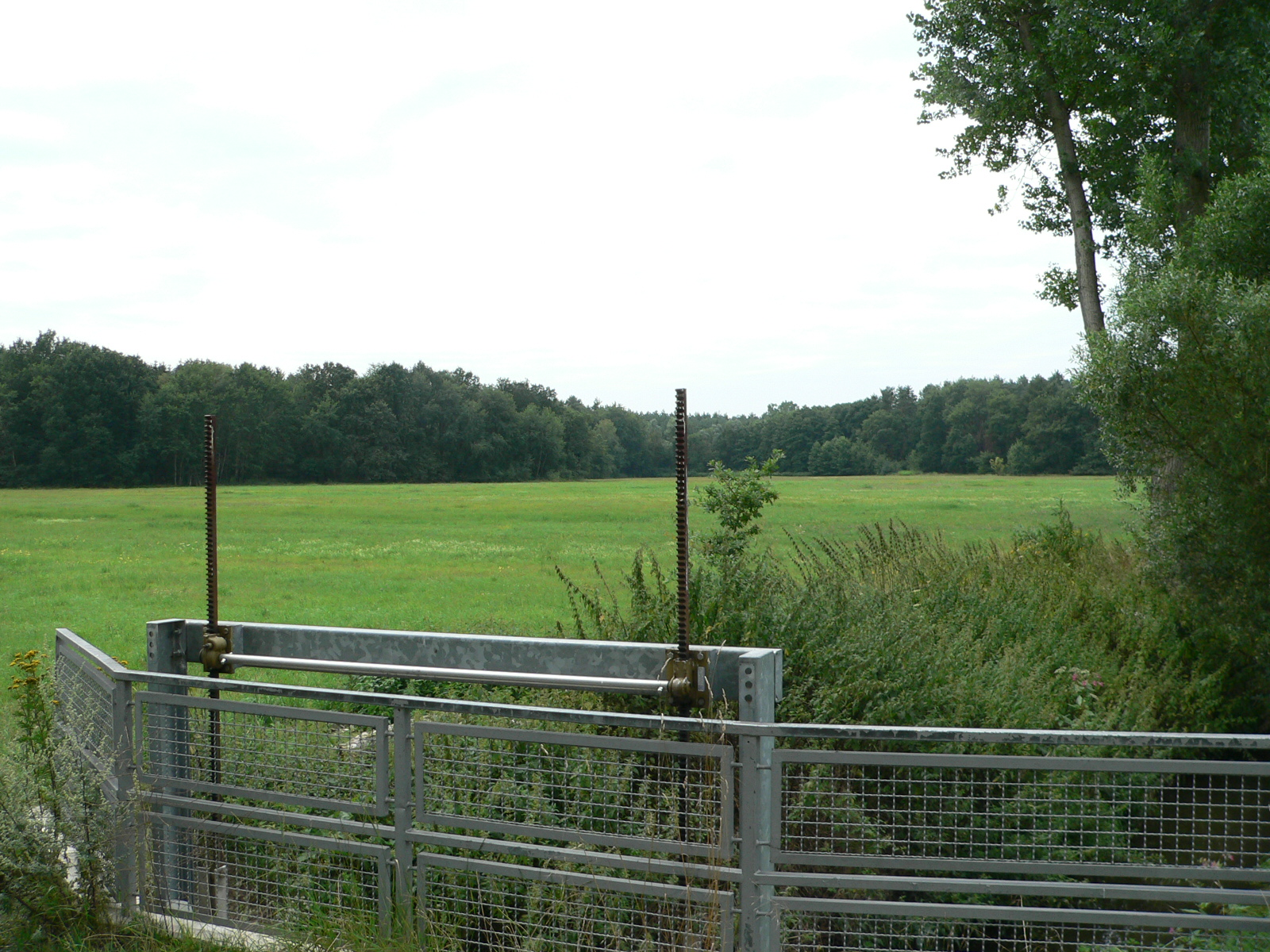
Überschwemmungswiese an der Rodau
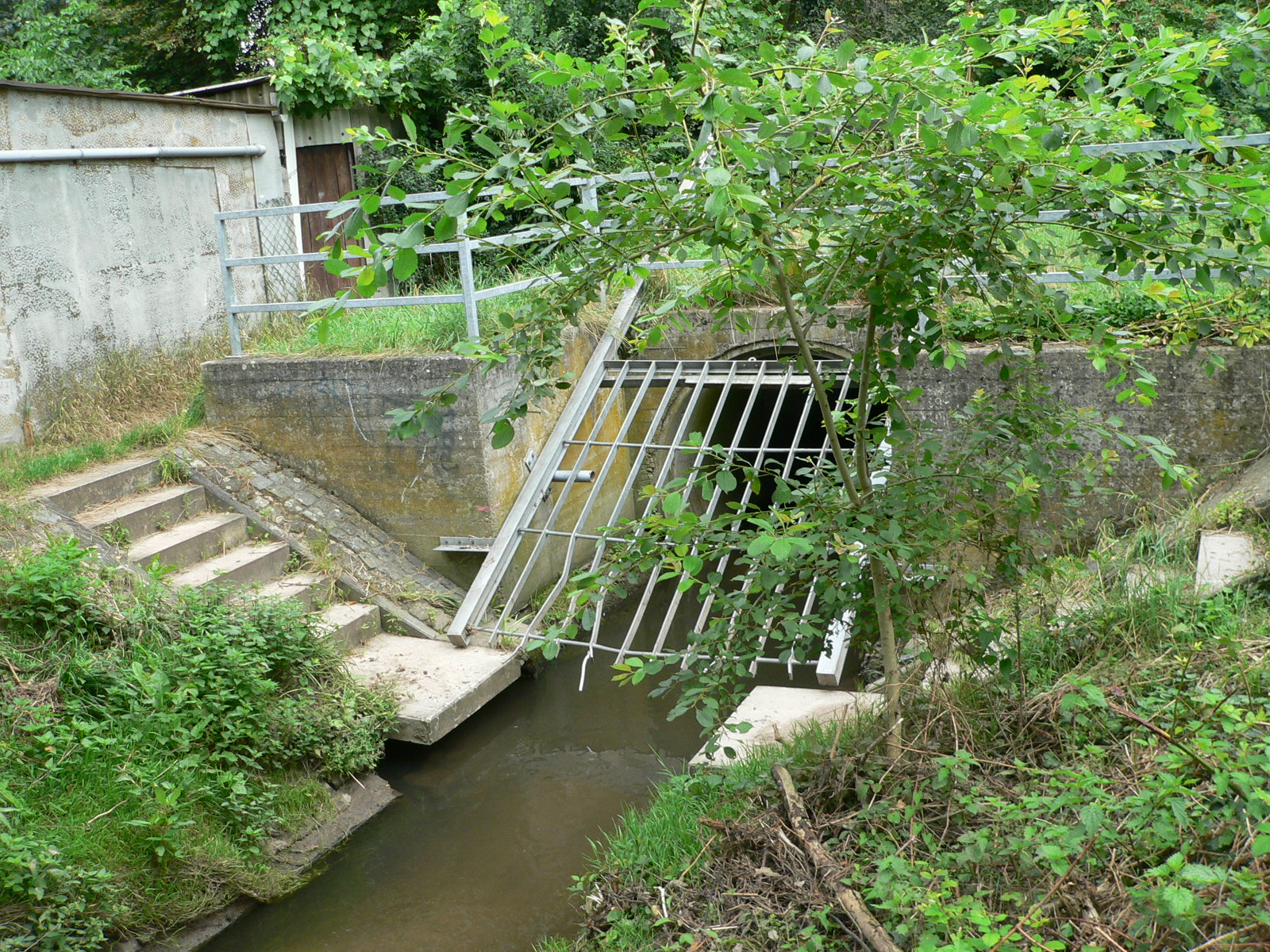
Verrohrung der Rodau in Nieder-Roden mit Treibgut-Rückhaltung
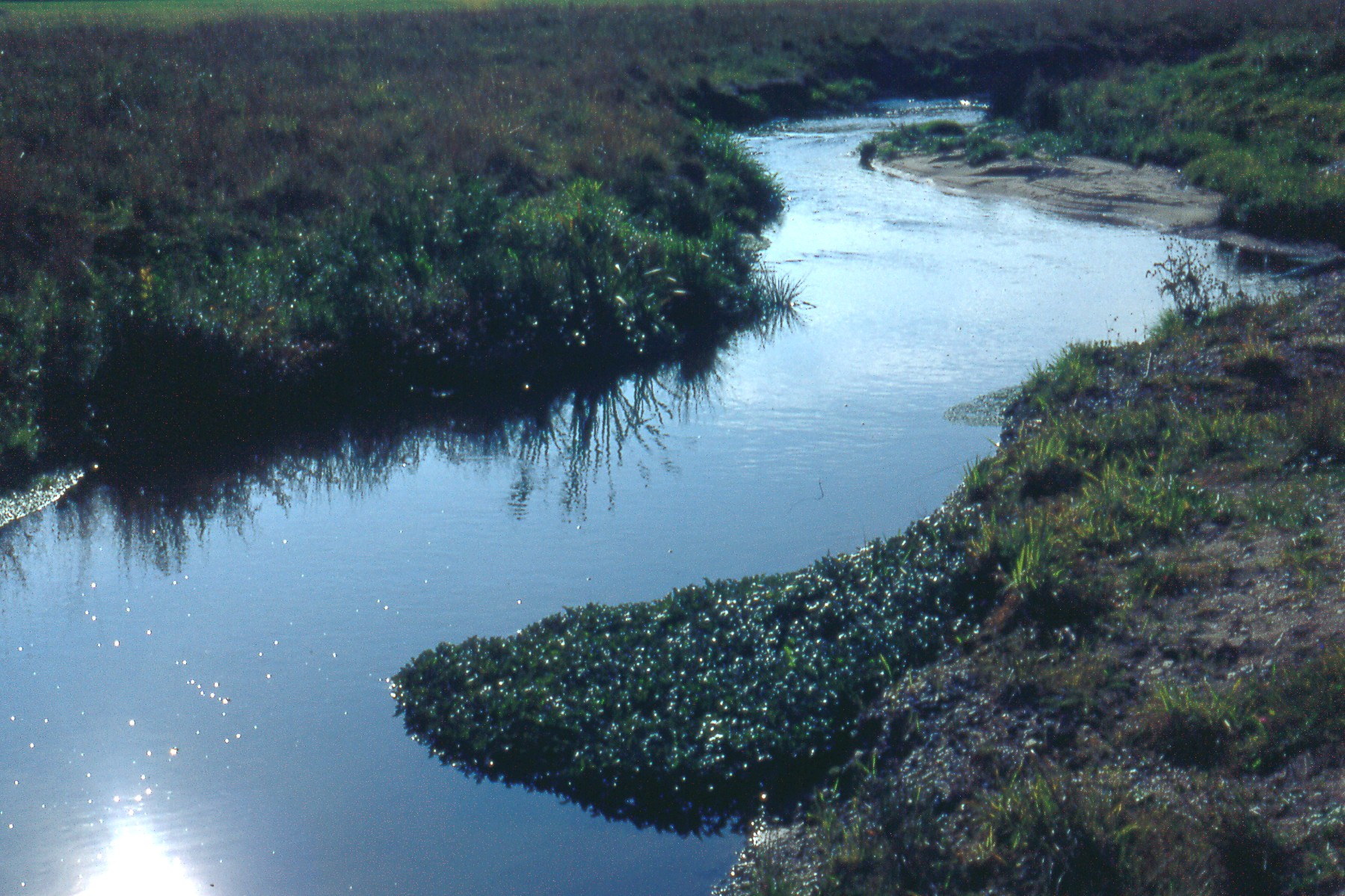
Die renaturierte Rodau bei Rodgau-Weiskirchen
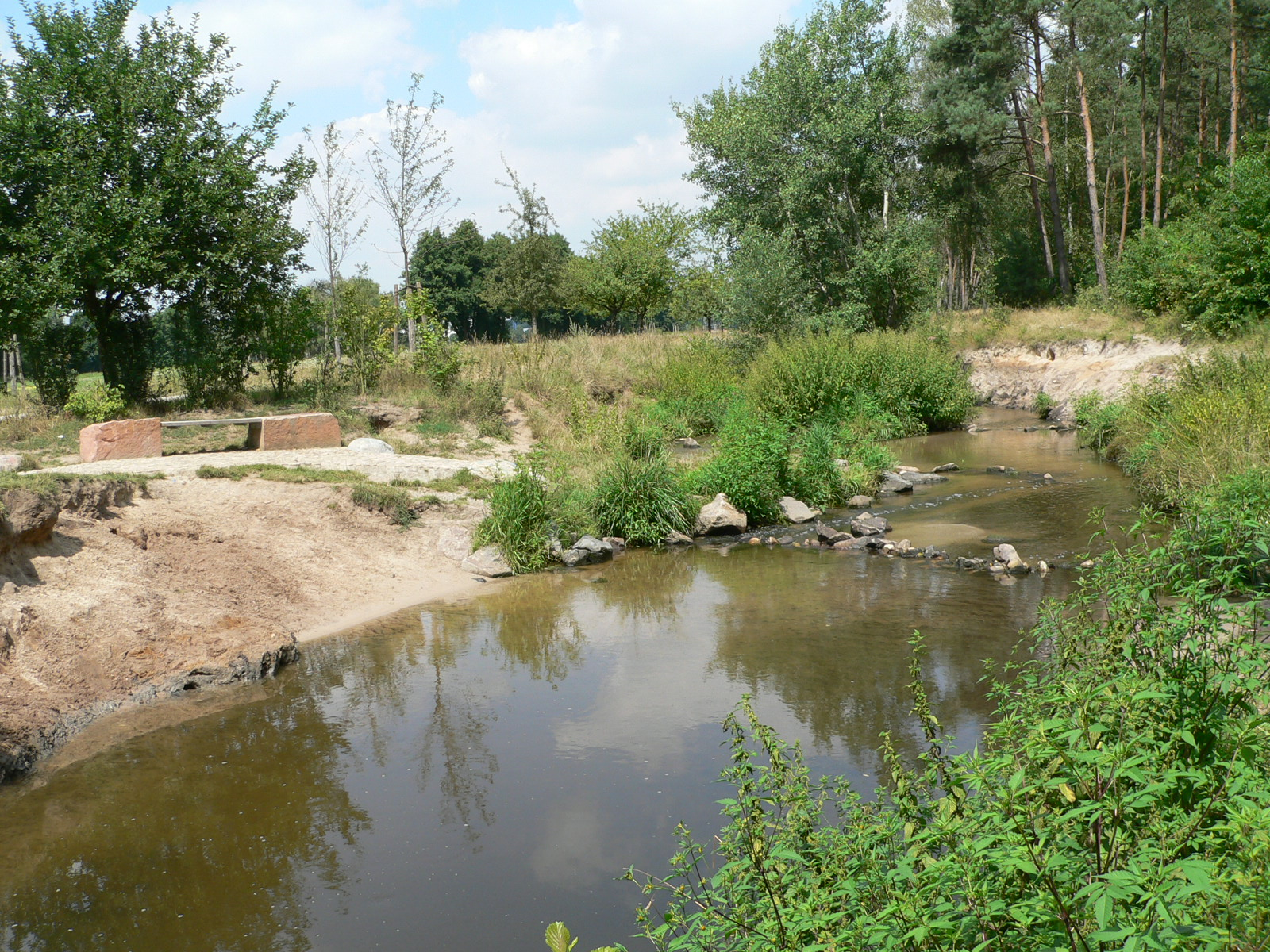
Wasserplatz am Rodauweg bei Obertshausen
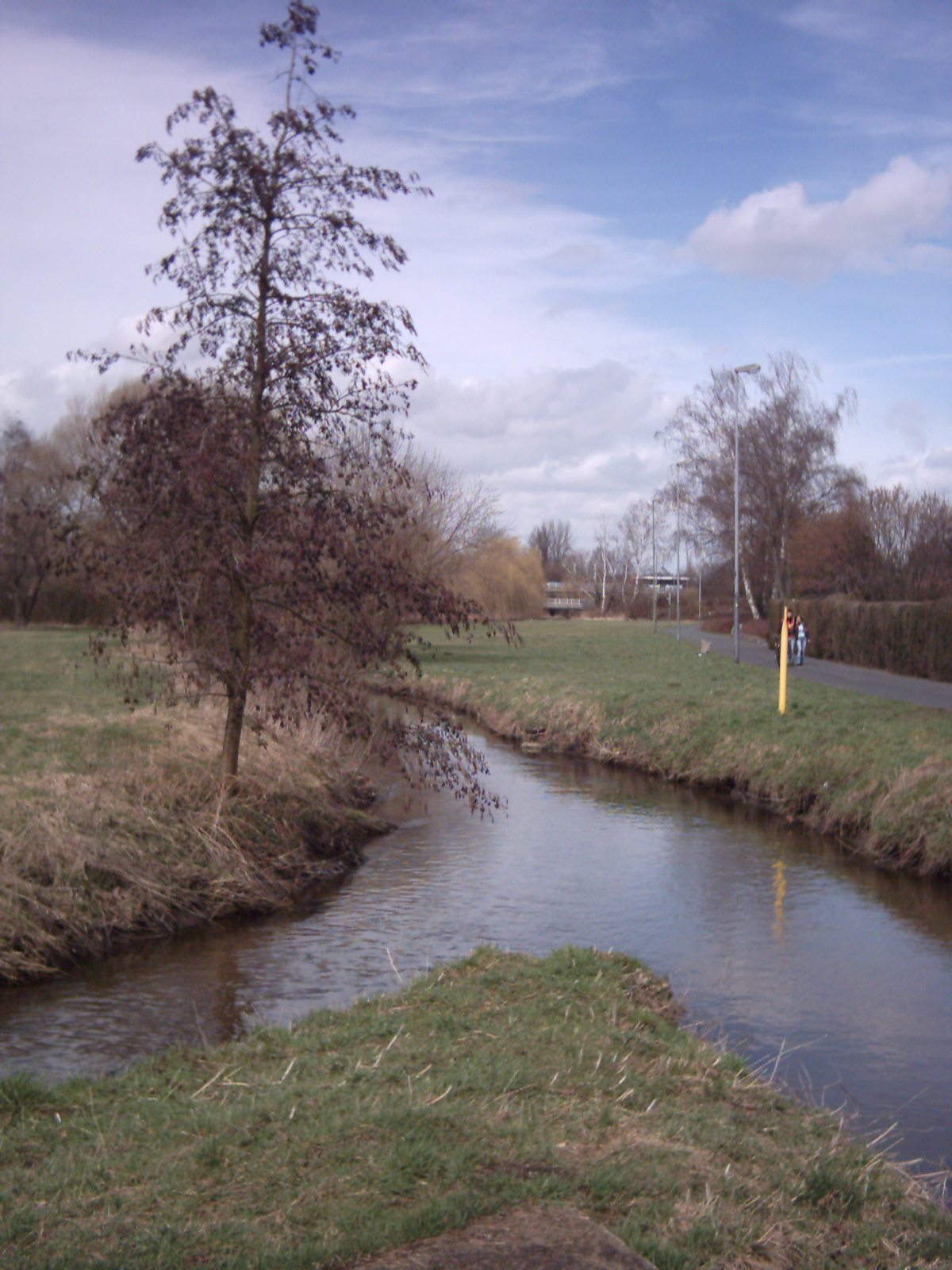
Mündung der Bieber in die Rodau bei Mühlheim
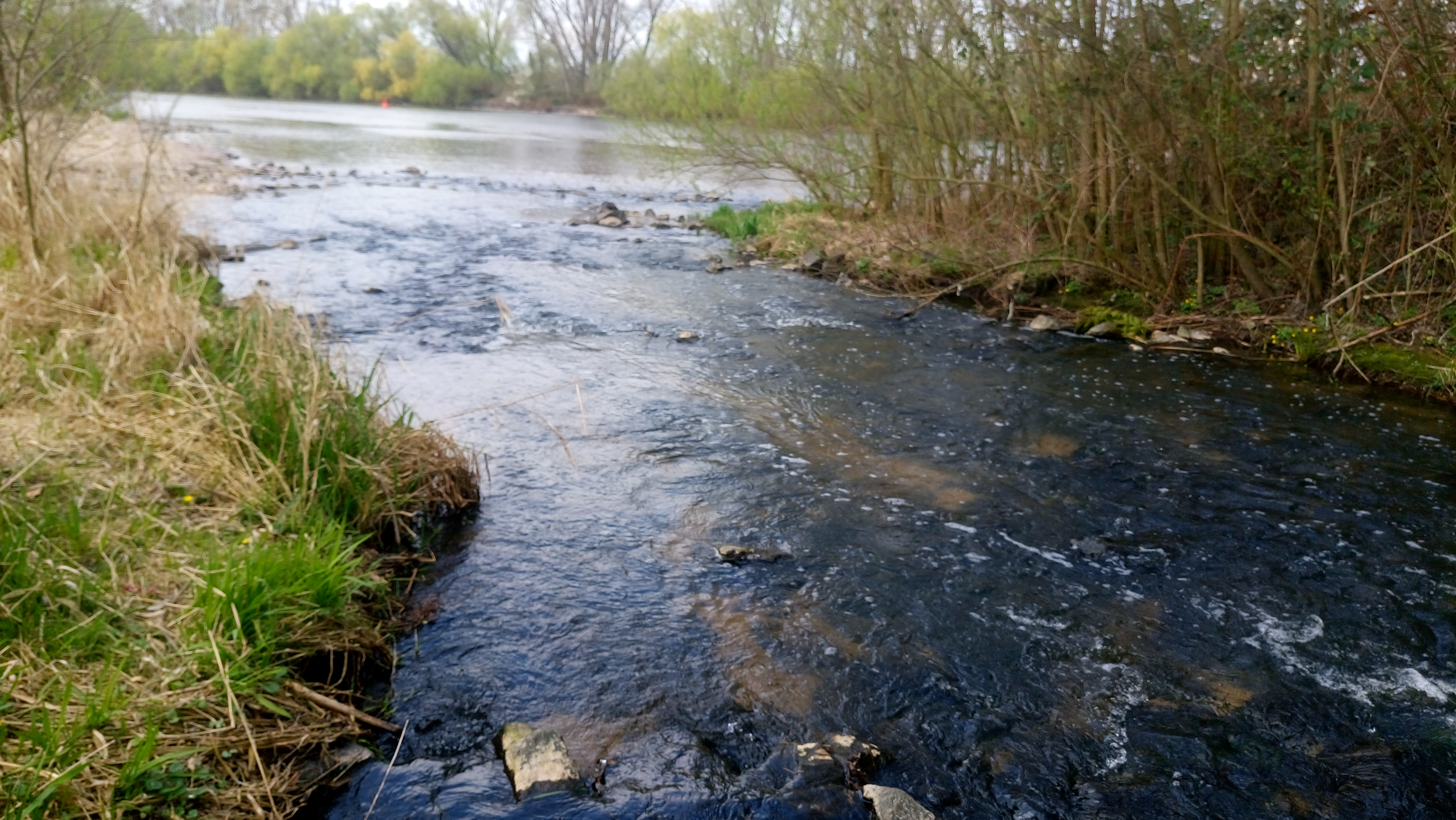
Rodau-Mündung in den Main in Mühlheim